# Drimys aromatica
Drimys aromatica är en tvåhjärtbladig växtart som beskrevs av Ferdinand von Mueller. Drimys aromatica ingår i släktet Drimys och familjen Winteraceae. Utöver nominatformen finns också underarten D. a. pedunculata. Både dess frön och blad är ätliga; fröna används som subsitut för peppar, och bladen som smaksättare.

## Bildgalleri

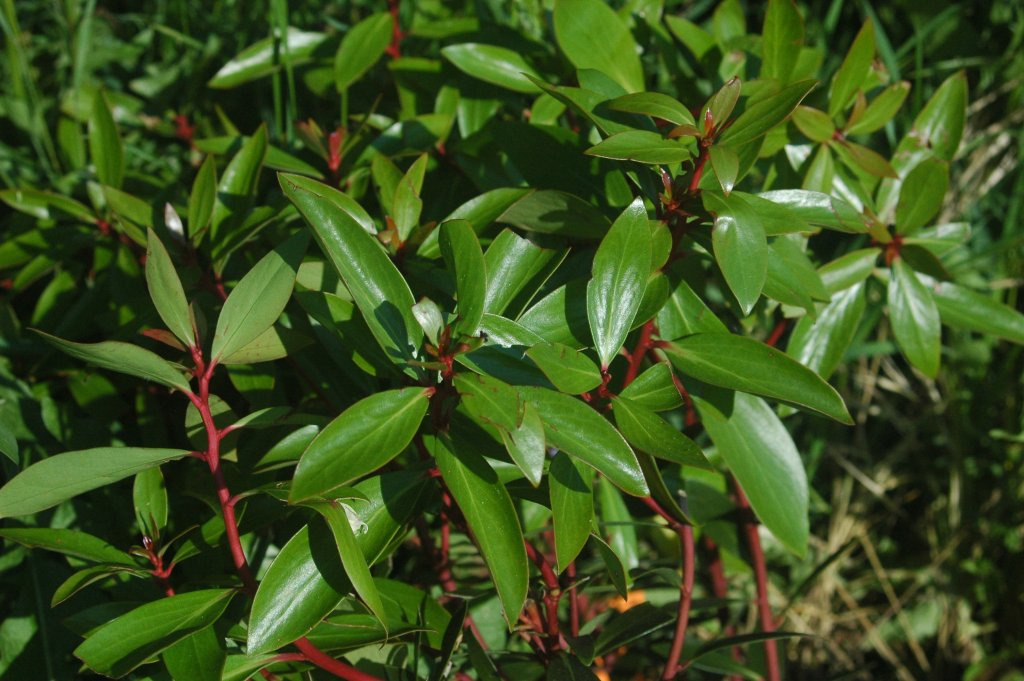